# Олексій Повчій
Олексій Повчій (17 березня 1754, Кокад — 11 липня 1831, Ужгород) — єпископ Мукачівської єпархії (МГКЄ) (28 липня 1817—11 липня 1831 рр.), румун за походженням.

## Життєпис
Олексій Повчій народився 17 березня 1754 року. В 1789 році був рукопокладений у сан священника. 22 березня 1816 року — обраний єпископом Мукачівським.
У 1826 році єпископ Олексій започаткував будівництво єпархіального гуртожитку, забезпечивши це будівництво відповідними фондами, так що єпископ Василь Попович 1 жовтня 1840 р. закінчив і відкрив цей заклад (у 1840 р. виховувалось в ньому 9 хлопців, а в 1856 р. вже 40) для учнів гімназії. Також мав намір побудувати дівочий сиротинець Св. Олексія для священицьких дітей-сиріт. Однак єпископ Василь Попович, який за свій рахунок утримував убогих селянських хлопців, назвав цей гуртожиток загальним іменем — Конквіт — і поселив їх в цей гуртожиток. Священницькі сироти виховувались безплатно, а для бідних хлопців було призначено 12 стипендійних місць.
1829 році князь Карл-Людовик Бурбон, що проживав в італійському місті Лукка, попросив єпископа прислати священника східного обряду. Повчій запропонував цю посаду Лучкаю, який ще з 1818 року став був його архіваріусом і секретарем. /Михайло Михайлович Лучкай (за одними даними прізвище Матяцков, за іншими — Поп) народився 19 листопада 1789 року на Мукачівщині, у селі Великі Лучки, від якого і взяв прізвище. Автор знаменитої «Слов'яно-руської граматики», «Церковні беседи на всі неділі рока на поученіе народнеє» (проповіді, які були розраховані, крім священиків, і на простий люд)/.
Після смерті протоігумена Йоаникія Базиловича (1742–1789 — 1821 рр.) ченці з Чернечої гори звернулися до єпископа Олексія Повчія з проханням дозволити їм їсти м'ясо. Василіяни просили цього і на Ужгородському єпархіальному Соборі у 1822 р. Ім радили з цим питанням звернутися до Папи Римського. Але в зв'язку з тим, що з Риму не отримали жодної відповіді, у 1823 році єпископу Олексію Повчію, який завітав у Мукачівський монастир, ігумен Боніфатій Стромецький (1821–1827) наказав покласти на стіл м'ясо. Ченці їли з єпископом, і з того часу вживають м'ясо. Пізніше сам єпископ звернувся з проханням до Риму, щоб йому дозволили до деякої міри полегшити приписані пости. З дозволу Апостольської столиці єпископ Олексій у 1827 р. проголосив полегшення різдвяного посту, тобто Пилипівки, а саме: Строгий піст — без м'яса і молочних страв потрібно було дотримувати тільки в середи та п'ятниці, а також і в надвечір'я Різдва й Богоявлення. В інші дні можна було їсти не тільки молочні але і м'ясні страви. Це полегшення залишалось дійсним аж до його відкликання.
Єпископ Василь Попович відкликав Повчієве полегшення, бо у своїх розпорядженнях він вимагав, щоб у подальшому в Мукачівській єпархії пости дотримувались строго за традиціями східного обряду. А в 1842 році владика також ввів деякі інші зміни (послаблення) у дотриманні постів. До речі майбутнього єпископа, на той час семінариста Василя Поповича разом ще з трьома семінаристами: Петром Борвіровичем, Олександром Луйлу та Іваном Оросом єпископ Олексій Повчі рукоположив 10 квітня 1820 року.

## Участь у створенні Пряшівської єпархії
26 вересня 1816 р. Апостольська Столиця затвердила отця Григорія Тарковича першим єпископом новоствореної Пряшівської єпархії. Але з 1817 по 1820 рр. він знаходився у Відні, де виконував священничі обов'язки при церкві св. Варвари.
Тільки 17 червня 1821 р. його єпископське свячення відбулося в Краснобродському монастирі отців Василіян. Після хіротонії, уділеної йому головним святителем — єпископом Мукачівської єпархії Алексієм (Олексієм) Повчі, — канонік Григорій Таркович урядово прийняв управління новоствореної єпархії, осідком якої стало м. Пряшів. Ця єпархія створена під патронатом австрійського імператора Франца І та при підтримці Папи Пія VII. Владика Григорій приступив до її формування та організації.